# Distretto di Ghaziabad (Afghanistan)
Il distretto di Ghaziabad è un distretto dell'Afghanistan appartenente alla provincia del Konar. Conta una popolazione di 23.663 abitanti (dato 2003).